# Bolmsö kyrka
Bolmsö kyrka är en kyrkobyggnad i Växjö stift som tillhör Bolmsö församling. Kyrkan som färdigställdes 1863 ligger på ön Bolmsö i sjön Bolmen.

## Kyrkobyggnaden
Kyrkan är byggd av sten och består av ett rektangulärt långhus med ett något smalare rundat kor i öster. Koret är skilt från långhuset genom en bågöppning. I norr finns sakristian och i väster finns kyrktornet. Ingångar finns i väster samt mitt på sydsidan.
Långhuset har ett sadeltak täckt med enkupigt rött tegel. Det rundade koret är täckt med rödmålad skivtäckt plåt. Torntaket med spira är klätt med koppar. Lanterninen är klädd med rödfärgad slätpanel och har en nedre avsats med tornur och vita hörnlister. 

## Historik
Nuvarande kyrkobyggnad uppfördes 1860–1863, strax väster om den gamla kyrkan, och invigdes 1865 av biskop Henrik Gustaf Hultman.
1930 fick kyrkan sitt tegeltak och ny beklädnad på kor och torntak. Tidigare var taket belagt med spån. Under 1940-talet genomgick kyrkan en grundlig och omsorgsfull renovering. Då lades golven om och bänkarna byggdes om och breddades. Genom att avlägsna två bänkrader kunde koret göras större. Vapenhus och läktare försågs med nya trappor.

## Inventarier
- I kyrkan finns två predikstolar, varav den äldsta, på sydsidan, tillkom 1641.
- En dopfunt med inskriptioner kom till kyrkan 1941. Funten är komponerad av prosten Allgulin och tillverkad av konstnären Erik Sand.
- Altartavlan är målad 1917 av Gabriel Strandberg, Stockholm. Dess motiv är Kristus på korset med moder och lärjunge nedanför.
- Altaruppställningen med profilerad fronton buren av pilastrar, utfördes 1865 av snickaren Joel Spets, Kållerstad. Den ursprungliga altartavlan med kors, svepduk och krona av C M Johansson, Karaby, ersattes 1917 av den nuvarande, "Korsfästelsen", av Gabriel Strandberg. År 1725 utförde Sven Segervall en altaruppsats till den gamla kyrkan.
- Joel Spets är mästare även till nummertavlorna samt nordsidans predikstol med ljudtak, prydd med lambrequinbård.

### Orgel
- Orgeln, med nygotiska drag, tillverkades 1870 av Carl Elfström, Ljungby efter ritningar utförda 1863 av Johan Adolf Hawerman. Orgeln hade 9 stämmor.
- Den nuvarande orgeln är tillverkad 1949 av Mårtenssons orgelfabrik, Lund och är en pneumatisk orgel med fasta och fria kombinationer.

| Manual I      | Manual II      | Pedal       | Koppel   |
| Principal 8´  | Rörflöjt 8´    | Subbas 16´  | I/P      |
| Gedackt 8´    | Salicional 8´  | Oktavbas 8´ | II/P     |
| Oktava 4´     | Principal 4´   | Koralbas 4´ | II/I     |
| Flöjt 4´      | Koppelflöjt 4' |             | II 16'/I |
| Oktava 2'     | Kvinta 2 2/3'  |             | II 4'/P  |
| Mixtur 3 chor | Gemshorn 2'    |             |          |
| Trumpet 8'    | Ters 1 3/5'    |             |          |
|               | Oktava 1'      |             |          |